# 東京都住宅供給公社

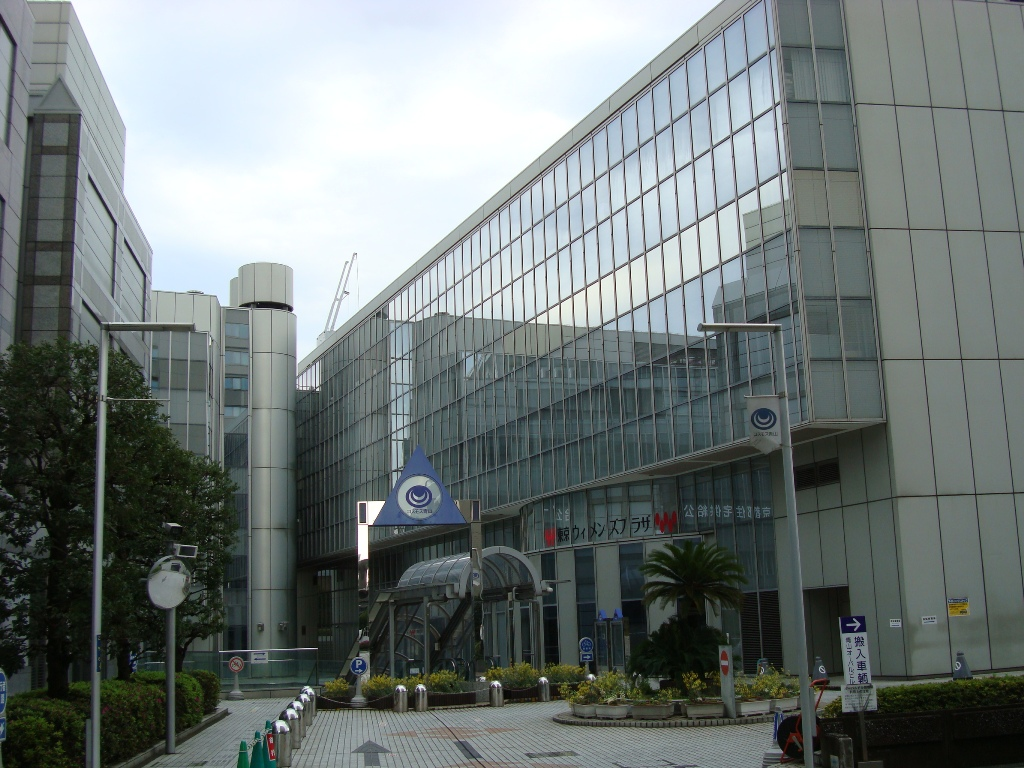
東京都住宅供給公社本社
（渋谷区神宮前）

東京都住宅供給公社（とうきょうとじゅうたくきょうきゅうこうしゃ）は、東京都にある地方住宅供給公社。主力事業は、自社物件である公社賃貸住宅を中心とした「賃貸住宅事業」、老朽化した住宅の建替えを行う「建設事業」、都内の公営住宅（都営住宅および区営・市営住宅）などの「公営住宅等管理事業」である。現在は住宅の分譲事業は行っていない。
住宅管理戸数は2012年（平成24年）3月31日時点で、公社賃貸住宅や公営住宅（都営住宅および区営・市営住宅）ほか合計で355,098戸。近年は設立団体である東京都からの自主自立経営を目指し、社債の発行による資金調達などに取り組んでいる。

## 沿革
- 1966年（昭和41年）
  - 4月1日 - 東京都により設立。
  - 8月 - 東京都住宅供給公社が建設した初の大規模団地である多摩川住宅で入居開始[2][3]。
- 1989年（平成元年）- 財団法人都営住宅サービス公社と統合。

## 主な団地

### 多摩ニュータウン第9住区
多摩ニュータウン第9住区は、多摩市落合 3・4丁目に所在する、多摩ニュータウンでは唯一の東京都住宅供給公社の単独開発住区。
多摩センター駅周辺では最も早期の1976年（昭和51年）3月に入居開始した。元は多摩ニュータウン計画とは別に都公社が独自開発していた地区だが、1966年（昭和41年）に多摩ニュータウンに組み込まれた。都公社の賃貸住宅と分譲住宅があり、4丁目には都営住宅もある。

### コーシャハイム・トミンハイム
小規模団地には「コーシャハイム」「トミンハイム」の名称が付される。
かつての名称は「地名+住宅」であったが、建て替え後は「コーシャハイム+地名」などとなる（例：向原住宅→コーシャハイム向原など）。
コーシャハイム
- コーシャハイム神田
- コーシャハイム高田馬場
- コーシャハイム大森東
- コーシャハイム駒込
- コーシャハイム千石
- コーシャハイム田端テラス
- コーシャハイム北千住
- コーシャハイム向原
- コーシャハイム坂下
- コーシャハイム光が丘（光が丘団地内）
- コーシャハイム久我山
- コーシャハイム芦花公園（世田谷区南烏山）
- コーシャハイム千歳烏山（世田谷区南烏山）
- コーシャハイム美園町（小平市美園町）

トミンハイム
- トミンハイム海岸海岸三丁目
- トミンハイム北青山一丁目
- トミンハイム台場三番街
- トミンハイム台場五番街
- トミンハイム墨田一丁目
- トミンハイム横川一丁目
- トミンハイム蓮根二丁目
- トミンハイム成増三丁目
- トミンハイム国分寺泉町
- トミンハイム立川泉町
- トミンハイム南大沢（八王子市、多摩ニュータウン南大沢地区内）

### コーシャタワー・トミンタワー

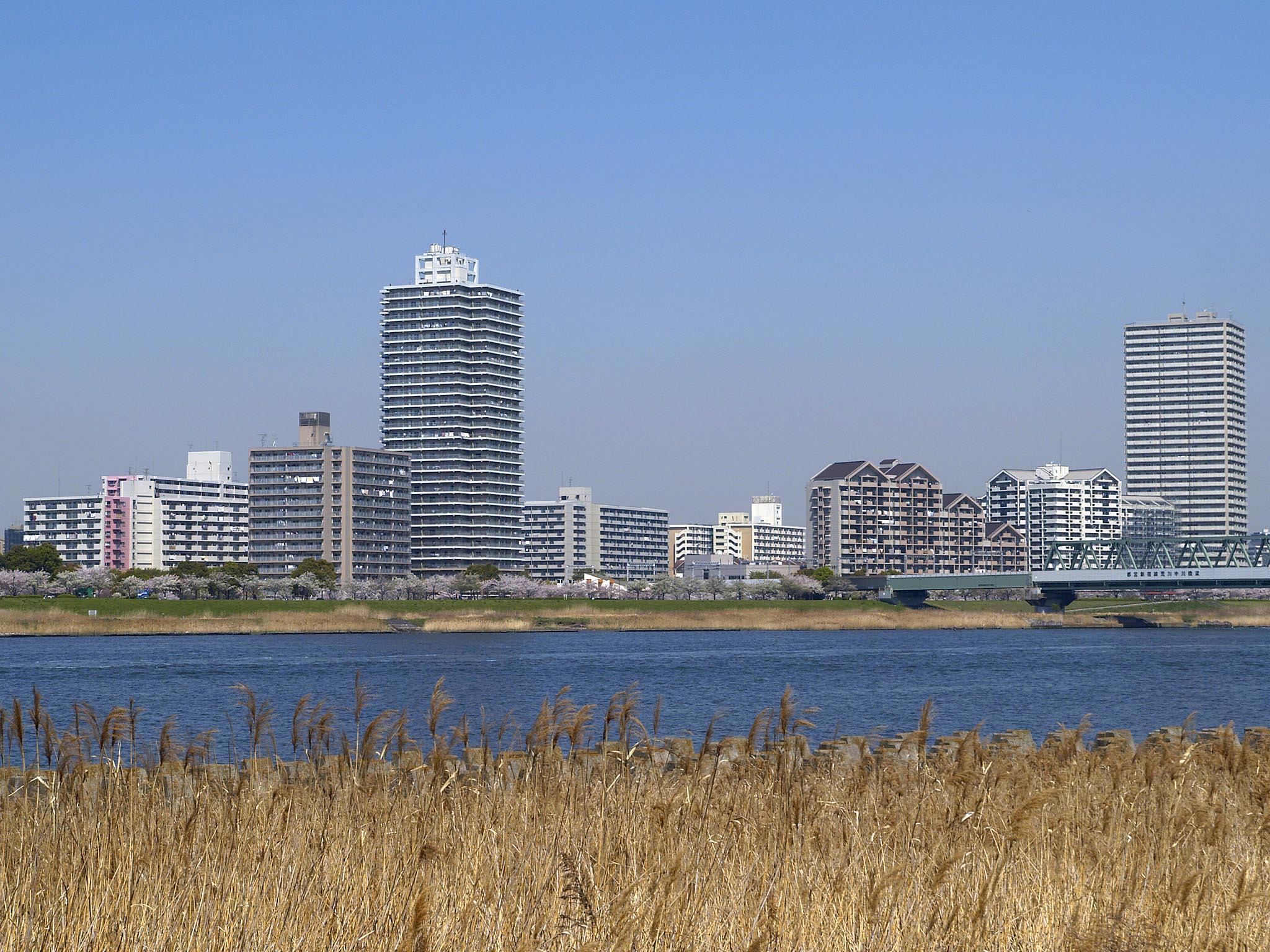
コーシャタワー小松川

タワーマンション型の大型団地には「コーシャタワー」「トミンタワー」の名称が付される。
周辺地域の大規模再開発の際に、住宅供給を目的として新規建設される場合もある。
- コーシャタワー佃

1991年3月竣工。IHI工場跡地のウォーターフロント再開発地区「大川端リバーシティ21」内に、東京都住宅供給公社における初の超高層賃貸住宅として建設された。
- コーシャタワー小松川（30階建、高さ93m）
- トミンタワー東雲（36階建、高さ130m）
- トミンタワー台場一番街（32階建、高さ111m）
- トミンタワー台場三番街（33階建、高さ110m）
- トミンタワー南千住四丁目（32階建、高さ111m）
- トミンタワー浮間三丁目（20階建、高さ65m）
- トミンタワー千住五丁目（21階建、高さ84m）
- トミンタワー飯田橋三丁目（25階建）

JR貨物飯田町駅跡地の再開発地区「ガーデンエアタワー」に隣接。

## 事業所
括弧内は管轄地域。2012年（平成24年）6月1日をもって神田窓口センターは廃止され、管轄地域は亀戸窓口センターと大井町窓口センターに分割・継承された。
- 亀戸窓口センター（荒川区、台東区、墨田区、江東区）
- 大井町窓口センター（千代田区、中央区、港区、品川区、大田区）
- 新小岩窓口センター（葛飾区、江戸川区）
- 西新井窓口センター（足立区）
- 新宿窓口センター（新宿区、中野区、杉並区）
- 渋谷窓口センター（目黒区、世田谷区、渋谷区）
- 三鷹窓口センター（武蔵野市、三鷹市、小金井市）
- 目白窓口センター（文京区、豊島区、板橋区）
- 赤羽窓口センター（北区）
- 練馬窓口センター（練馬区）
- 立川窓口センター（立川市、青梅市、昭島市、国分寺市、国立市、福生市、東大和市、武蔵村山市、羽村市、瑞穂町）
- 八王子窓口センター（八王子市（※多摩ニュータウン地域を除く）、日野市）
- 小平窓口センター（小平市、東村山市、西東京市、清瀬市、東久留米市）
- 府中窓口センター（府中市、調布市、狛江市）
- 多摩窓口センター（八王子市（※多摩ニュータウン地域を含む）、多摩市、稲城市）
- 町田窓口センター（町田市）

## 不祥事

### 汚職事件
2012年9月10日、公社が発注する工事の業者選定で便宜を図る見返りに建設会社から現金100万円を受け取ったとして、公社の住宅計画部長が収賄容疑で逮捕された。
2011年3月、贈賄側の建設会社の関連会社が工事でミスを犯し、公社の指名業者選定委員会で指名停止処分の審議を受けることになっていたという。処分を軽く済ませ、今後の工事受注で有利な取り計らいを受ける目的で部長に接近したとみられる。
2013年5月14日、東京地裁は元部長（懲戒免職）に収賄罪で懲役1年6月、執行猶予3年、追徴金100万円を言い渡した。